# Orešje (Chorwacja)
Orešje – wieś w Chorwacji, w żupanii zagrzebskiej, w mieście Sveta Nedelja. W 2011 roku liczyła 1043 mieszkańców.